# حي 2 مارس (عدن)
حي 2 مارس هو أحد أحياء مديرية صيرة في محافظة عدن اليمنية. يبلغ تعداد سكانه 17999 نسمة حسب التعداد السكاني في اليمن لعام 2004.